# Karl Feix
Karl Feix (* 12. Jänner 1919 in Kirchberg in Tirol; † 21. August 1963 in Caracas, Venezuela) war ein österreichischer Skirennläufer. Er feierte in den 1940er-Jahren mehrere Siege und Podestplätze bei internationalen Rennen, ehe er 1947 nach einem missglückten Schmuggelversuch Österreich verlassen musste und nach Südamerika auswanderte.

## Biografie
Feix wuchs in Kitzbühel auf, absolvierte eine Lehre als Steinmetz und gehörte dem Kitzbüheler Ski Club an. Nach dem Anschluss Österreichs wurde er 1938 in die Mannschaft des Deutschen Skiverbandes aufgenommen. Ende der 1930er-Jahre erzielte er erste internationale Erfolge. Feix erreichte 1939 als Dritter einer Abfahrt in St. Anton den ersten Podestplatz und feierte 1941 in einer Abfahrt in Bayrischzell den ersten Sieg. In den folgenden Jahren kam der Skirennsport weitestgehend zum Erliegen. Feix kehrte nach Ende des Zweiten Weltkrieges aus französischer Internierung und Haft in der Schweiz nach Österreich zurück und begann wieder mit dem Skirennlauf. Im ersten Nachkriegswinter 1945/1946 wurde er Tiroler Abfahrtsmeister und jeweils Vierter in Slalom und Kombination bei den Hahnenkammrennen in Kitzbühel. Die folgende Saison 1946/1947 wurde zu seiner erfolgreichsten: Feix gewann mit dem neuen Streckenrekord von 3 Minuten und 36,0 Sekunden die Hahnenkammabfahrt auf der Streif, siegte im berüchtigten Abfahrtsrennen auf der Marmolata und gewann die Kombination in Seefeld mit dem zweiten Platz im Slalom und dem dritten Rang in der Abfahrt.
Nach diesem Winter musste Feix, der als Schmuggler Geld verdiente, wegen eines missglückten Schmuggelversuchs Österreich fluchtartig verlassen. Er wanderte über Italien nach Venezuela aus und arbeitete dort zunächst als Holzarbeiter, ehe er nach einer schweren Verletzung seinen Lebensunterhalt mit dem Verkauf von Feuerzeugen mit dem Konterfei Simón Bolívars bestritt. Er konnte wichtige Verbindungen aufbauen und wurde von mehreren europäischen Firmen als Vertreter in Südamerika angestellt. 1961 wurde er auch in Venezuela als Skiläufer bekannt, als er ein Rennen am Pico Espejo bei Mérida gewann. Zwei Jahre später verunglückte der erfolgreiche Geschäftsmann tödlich, als sich nach bestandener Pilotenprüfung sein Fliegeranzug entzündete, aus dem er zuvor Ölflecken mit Benzin entfernt hatte.

## Erfolge in FIS-Rennen
- 4 Siege:
  - Abfahrt in Bayrischzell 1941
  - Abfahrt der Hahnenkammrennen in Kitzbühel 1947
  - Kombination in Seefeld 1947
  - Abfahrt auf der Marmolata 1947
- 1 zweiter und 2 dritte Plätze